# Praxitèle (opéra)
Pour les articles homonymes, voir Praxitèle.
Personnages
- Praxitèle  (baryton)
- Vénus
- Scopas
- Aglaé

Airs
- J'ai vu sur ses lèvres de rose

Praxitèle  est un opéra en un acte de Jeanne-Hippolyte Devismes, sur un livret de Jean-Baptiste de Milcent, créé le 24 juillet 1800 à l'Opéra de Paris,.
La seule aria encore connue de l'opéra est la déclaration d'amour de Praxitèle à Aglaé, j'ai vu sur ses lèvres de rose, qui a été publiée séparément en 1800 dans un arrangement pour voix et piano.

## Argument
L'action s'insipire de la vie du sculpteur grec Praxitèle.
L'action se passe en Grèce antique. Deux sculpteurs, Praxitèle et Scopas participent à un concours. Tout porte à croire que Praxitèle va gagner mais c'est Scopas qui remporte le prix. Le chœur est furieux et demande aux Dieux de venger Praxitèle. 
Vénus apparait alors et permet à Praxitèle de faire un vœu. Plutôt que de demander la gloire pour son travail de sculpteur, il demande l'amour de la Charite Aglaé. L'Amour souhaite que Aglaé donne son avis ce qu'elle fait en laissant tomber sa ceinture ce qui signifie qu'elle abandonne sa chasteté et se donne à Praxitèle. 
Le choeur final loue Praxitèle qui a retrouvé sa gloire par l'amour.

## Rôles et créateurs
| Rôles | Tessiture | Création, Opéra de Paris (24 juillet 1800) |
| --- | --------- | ------------------------------------------ |
| l'Amour |           | Mlle Clarisse                              |
| Vénus |           | Mlle Chevalier                             |
| Aglaé |           | Mlle Henri                                 |
| Praxitèle | baryton   | François Lay,                              |
| Scopas |           | Citoyen Dufresne                           |
| Danse : Mmes Gardel, Chameroy ; Mlles Clotilde, Saulnier, Chevigny, ; les citoyens Vestris, Beaulieu, Saint-Armand, Beaupré. |           |                                            |

## Histoire de l'œuvre
Cet opéra est créé en 1800 à l'Opéra de Paris, seul opéra composé par une femme joué dans ce lieu depuis Tibulle et Délie de Mademoiselle Beaumesnil en 1784 ; le prochain opéra composé par une femme à y être joué sera La Esmeralda de Louise Bertin en 1836. Le mari de Jeanne-Hippolyte Devismes, Jacques de Vismes, était directeur de l'opéra à ce moment-là, ce qui explique peut-être cette création. Malgré cela Praxitèle a été joué seize fois et il a été envisagé qu'il soit de nouveau monté en 1804.
Bien qu'en un seul acte, cet opéra a été créé pour avoir un grand effet : le baryton réputé François Lay dans le premier rôle, un chœur composé de cinquante trois chanteurs, et soixante-dix huit danseurs dans le corps de ballet,.
Le livret a été considéré comme pauvre par les critiques.